# ماونت سولون (ویرجینیا)
ماونت سولون (به انگلیسی: Mount Solon) یک منطقهٔ مسکونی در ایالات متحده آمریکا است که در شهرستان آگاستا، ویرجینیا واقع شده‌است. ماونت سولون ۴۰۳٫۸۶ متر بالاتر از سطح دریا واقع شده‌است.